# Ганев, Димитр
Димитр Ганев Вербанов (болг. Димитър Ганев Върбанов; 20 октября 1898, с. Градец, Сливенская область, Болгария — 20 апреля 1964, София, Болгария) — болгарский государственный деятель. Член БКП. Председатель Президиума Народного Собрания НРБ с 30 ноября 1958 по 20 апреля 1964 года.

## Биография
Родился в селе Градец Сливенской области в Болгарии 9 ноября 1898 года (по новому стилю).
В 1918 году стал членом БКСМ, в 1921 — БКП. Во время подготовки Сентябрьского восстания был арестован, но затем выпущен. Он был членом и секретарём ЦК Добруджанской революционной организации.
Потом переехал в Румынию. С 1934 года стал членом ЦК Румынской Коммунистической Партии. Через год был арестован и осуждён на 10 лет. В 1940 году освобождён.
Во время Второй мировой войны участвовал в Движении Сопротивления и стал членом Политбюро ЦК БКП.
После 9 сентября 1944 года был главным редактором газеты «Работническо дело» («Рабочее дело») и первым секретарём Софийского Городского и Областного Комитета БКП.
Позже был послом НРБ в Югославии, Румынии и Чехословакии.
С 1954 — секретарь ЦК БКП, с 1958 и до своей смерти был Председателем Президиума Народного Собрания НРБ.